# Anne Bradstreet
Anne Bradstreet (Northampton, Anglaterra, 20 de març de 1612 – Andover, Massachusetts, 16 de setembre de 1672) va ser la primera escriptora i poeta estatunidenca a publicar un llibre.
Bradstreet va néixer amb el nom d'Anne Dudley a Northampton, Anglaterra. Era filla de Thomas Dudley i Dorothy (Yorke) Dudley. El seu pare era la mà dreta del comte de Lincoln, i va créixer en un ambient culte. Als setze anys va contraure matrimoni amb Simon Bradstreet. Ambdós, el pare de l'Anne i el seu marit, van ser posteriorment governadors de la Companyia de la Badia de Massachusetts. Anne i Simon, juntament amb els pares d'ella, van emigrar a Amèrica a bord de l'"Arbella" durant la Gran migració de 1630. El descendent d'Anne va ser el poeta, físic i assagista estatunidenc Oliver Wendell Holmes.
Bradstreet va ser una dona inusualment ben educada per a la seva època. Això li va permetre expressar-se amb la seva poesia. Va escriure sobre política, història, medicina i teologia. La seva biblioteca personal hauria assolit els 800 llibres, molts dels quals van ser destruïts quan la seva casa es va incendiar el 10 de juliol de 1666. Aquest succés va inspirar un poema que duia per títol Here Follows Some Verses upon the Burning of Our House July 10th, 1666 ('Aquí hi ha alguns versos sobre l'incendi de la nostra casa, el 10 juliol de 1666) en què Bradstreet intenta reconciliar la seva fe en un Déu totpoderós front la tragèdia que la colpeja.
La major part de la poesia de Bradstreet està basada en l'observació del món al seu voltant; se centra fonamentalment en temes domèstics i religiosos.Durant molt de temps se li va tenir una certa consideració pel seu interès històric. Va ser ja en el segle XX que va guanyar acceptació de la crítica com a escriptora de vers llarg, sobretot per la seva seqüència de poemes religiosos Contemplacions, escrits per a la seva família, que no va ser publicat fins a mitjan segle xix. El treball de Bradstreet va ser influenciat pel poeta Guillaume du Bartas, que era aclamat pels lectors del segle xvii.
El 1647, el seu cunyat, el reverend John Woodbridge, salpà cap a Anglaterra, duent a sobre un manuscrit seu de poesia (possiblement sense el seu consentiment). El primer treball d'Anne va ser publicat a Londres com "The Tenth Muse Lately Sprung Up in America" (La desena musa nascuda tardanament a Amèrica). La proposta de la publicació sembla un intent dels puritans devots (exempleː Thomas Dudley, Simon Bradstreet, John Woodbridge) per mostrar que una dona educada podia elevar la posició com a mare i esposa, sense la necessitat de competir amb els homes.
Molts dels poemes de la primera edició són llargs i força imitatius, basats en les convencions poètiques de l'època; però les dues darreres peces "Of the Vanity of All Worldly Creatures" i "David's Lamentation for Saul and Jonathan", són més individuals i genuïnes en la recopilació dels seus sentiments i preocupacions.
Els seus darrers poemes, adreçats a la seva família, demostren un creixement espiritual alhora que va acabar per acceptar la voluntat puritana. També va compondre una sèrie de poemes d'índole més personal i considerable bellesa: els seus pensaments abans de donar a llum i la seva resposta a la mort d'alguns dels seus nets. Aquests poemes més breus es beneficien de l'absència d'imitació i didactisme. Els seus treballs en prosa inclouen Meditations i una col·lecció d'aforismes.
El 1678, la seva versió revisada de Several Poems Compiled with Great Variety of Wit and Learning va ser pòstumament publicada als Estats Units.